# Ларіонов Дмитро Олегович
Дмитро Олегович Ларіонов (рос. Дмитрий Олегович Ларионов, 22 грудня 1985) — російський веслувальник, олімпійський медаліст.

## Виступи на Олімпіадах
| Олімпіада  | Дисципліна           | Місце |
| ---------- | -------------------- | ----- |
| Пекін 2008 | каное-двійка, слалом | 3     |